# Transferència de dades basat en UDP

Encapsulament del protocol UDP.

El protocol de transferència de dades basat en UDP (User Datagram Protocol) és un protocol de transferència de dades d'alt rendiment dissenyat per transferir grans conjunts de dades volumètrics a xarxes d'àrea àmplia d'alta velocitat. Aquests paràmetres solen ser desavantatges per al protocol TCP més comú.
Les versions inicials es van desenvolupar i provar en xarxes d'alta velocitat (1 Gbit/s, 10 Gbit/s, etc.); no obstant això, les versions recents del protocol s'han actualitzat per donar suport també a Internet. Per exemple, el protocol ara admet la configuració de la connexió de trobada, que és una característica desitjable per travessar els tallafocs NAT mitjançant UDP.
UDT té una implementació de codi obert que es pot trobar a SourceForge. És una de les solucions més populars per donar suport a la transferència de dades d'alta velocitat i forma part de molts projectes de recerca i productes comercials.
L'UDT va ser desenvolupat per Yunhong Gu durant els seus estudis de doctorat al National Center for Data Mining (NCDM) de la Universitat d'Illinois a Chicago al laboratori del Dr. Robert Grossman. El Dr. Gu continua mantenint i millorant el protocol després de la graduació.
El projecte UDT va començar l'any 2001, quan les xarxes òptiques de baix cost es van fer populars i van provocar una consciència més àmplia dels problemes d'eficiència de TCP a les xarxes d'àrea àmplia d'alta velocitat. La primera versió d'UDT, també coneguda com SABUL (Biblioteca d'utilitats d'ample de banda disponible senzilla), va ser dissenyada per donar suport a la transferència de dades massives per al moviment de dades científiques a través de xarxes privades. SABUL va utilitzar UDP per a la transferència de dades i una connexió TCP independent per als missatges de control.
L'UDT es basa en el protocol de datagrama d'usuari (UDP), que afegeix mecanismes de control de congestió i de fiabilitat. UDT és un protocol dúplex orientat a la connexió a nivell d'aplicació que admet tant la transmissió de dades fiable com la missatgeria parcial fiable.
L'UDT utilitza reconeixements periòdics (ACK) per confirmar l'entrega de paquets, mentre que els ACK negatius (informes de pèrdua) s'utilitzen per informar de la pèrdua de paquets. Els ACK periòdics ajuden a reduir el trànsit de control en el camí invers quan la velocitat de transferència de dades és alta, perquè en aquestes situacions, el nombre d'ACK és proporcional al temps, en lloc del nombre de paquets de dades.
UDT s'utilitza àmpliament en informàtica d'alt rendiment per donar suport a la transferència de dades d'alta velocitat a través de xarxes òptiques. Per exemple, GridFTP, una eina de transferència de dades popular en informàtica de graella, té UDT disponible com a protocol de transferència de dades.
A través d'Internet de productes bàsics, UDT s'ha utilitzat en molts productes comercials per a la transferència ràpida de fitxers a xarxes d'àrea àmplia.
Com que UDT es basa exclusivament en UDP, també s'ha utilitzat en moltes situacions on TCP es troba en desavantatge respecte a UDP. Aquests escenaris inclouen aplicacions peer-to-peer, comunicació de vídeo i àudio, i molts altres.